# Wolfgang Böhmer
Pour l’article homonyme, voir Wolfgang Böhmer (compositeur).
Wolfgang Böhmer, né le 27 janvier 1936 à Dürrhennersdorf et mort le 29 juin 2025, est un homme politique allemand appartenant à l'Union chrétienne-démocrate d'Allemagne (CDU).
Gynécologue pendant l'Allemagne de l'Est, il est élu député au Landtag de Saxe-Anhalt en 1990, et devient l'année suivante ministre des Finances jusqu'en 1993 dans la coalition noire-jaune de Werner Münch. Nommé ensuite ministre du Travail, lorsque Münch cède sa place à Christoph Bergner, il doit renoncer en 1994 avec l'arrivée au pouvoir d'une coalition rouge-verte minoritaire.
Il prend la tête de la CDU régionale en 1998, et l'emmène à la victoire aux élections régionales de 2002, ce qui lui permet d'être investi ministre-président à la tête d'une nouvelle coalition noire-jaune. Il remporte de nouveau les élections quatre ans plus tard mais est contraint de s'allier au SPD de Jens Bullerjahn à la suite du mauvais score des libéraux. En 2011, il décide de ne pas être candidat à sa succession aux élections régionales, abandonnant donc la direction du gouvernement du Land.

## Biographie

### Un gynécologue est-allemand
Il a étudié la médecine à l'université Karl-Marx de Leipzig, et obtenu son doctorat en 1959.
En 1960, il devient médecin gynécologue à Görlitz jusqu'en 1974. Cette année-là, il est nommé médecin chef de l'hôpital « Paul-Gerhardt-Stift » de Wittemberg. Il détient une habilitation à diriger des recherches depuis 1983.

### Les débuts en politique
L'année 1990 marque le début de son engagement politique. En effet, il adhère à la CDU et est élu député au Landtag de Saxe-Anhalt cette année-là ; candidat dans la 21e circonscription, il récolte 43,8 % des suffrages. Il renonce, l'année suivante, à exercer toute activité professionnelle.

### Ministre, puis chef de l'opposition
Lorsque Werner Münch succède à Gerd Gies en tant que ministre-président le 4 juillet 1991, Wolfgang Böhmer est nommé ministre des Finances. Le 28 novembre 1993, à l'occasion du remplacement de Münch par Christoph Bergner, il devient ministre du Travail et des Affaires sociales. Réélu député en 1994 avec 39,9 % des voix, dans la 26e circonscription du fait d'un redécoupage, il passe dans l'opposition à la suite de la formation d'une coalition rouge-verte minoritaire dirigée par Reinhard Höppner.
Quatre ans plus tard, alors que la CDU réalise son plus mauvais score aux élections régionales, il en est élu président et se voit désigné vice-président du Landtag, où il est réélu au scrutin de liste. En juillet 2001, il devient président du groupe parlementaire régional de la CDU jusqu'en avril 2002.

### Les élections régionales de 2002
À l'approche des élections régionales du 21 avril 2002, il est naturellement désigné chef de file des chrétiens-démocrates et doit donc affronter Reinhard Höppner, en lice pour un troisième mandat.
Favori du scrutin dans la mesure où la CDU mène largement dans les sondages dès décembre 2001, il s'impose avec un score de 37,3 % des voix et 48 députés sur 115, une progression de quinze points par rapport à 1998, similaire au recul enregistré par le Parti social-démocrate d'Allemagne (SPD), qui passe d'ailleurs derrière le Parti du socialisme démocratique (PDS). Lors du scrutin, il n'est pas élu au Landtag puisque figurant seulement en tête de liste régionale, alors que les chrétiens-démocrates ont pourvu l'intégralité de leurs sièges au scrutin uninominal.

### Ministre-président de Saxe-Anhalt
Le bon score du Parti libéral-démocrate (FDP), qui remporte 13,3 % des suffrages et 17 députés, lui permet de former une coalition noire-jaune clairement majoritaire avec 65 sièges. Le 16 mai 2002, Wolfgang Böhmer est investi au poste de ministre-président de Saxe-Anhalt par le Landtag, devenant le cinquième à occuper ce poste depuis le rétablissement du Land en 1990. Le 1er novembre suivant, il prend la présidence tournante du Conseil fédéral pour un an. Il renonce en 2004 à la présidence régionale de la CDU et fait son retour au Landtag à la suite d'une élection partielle dans la 11e circonscription le 1er juillet 2005.
Candidat à sa propre succession aux élections du 26 mars 2006, il remporte de nouveau le scrutin avec 36,2 % des voix et 40 sièges sur 97. Cependant, il subit de nouveau l'échec à entrer au Parlement régional, les chrétiens-démocrates ayant obtenu tous leurs sièges dans les circonscriptions uninominales. De plus, le mauvais résultat du FDP l'oblige à former une grande coalition avec le Parti social-démocrate d'Allemagne. Il se voit réinvesti pour un second mandat le 24 avril suivant et réélu député régional lors d'une élection partielle le 27 juillet 2007, dans la 33e circonscription.

### Retrait de la vie politique
Il ne se présente pas à sa succession lors des élections régionales du 20 mars 2011, au cours desquelles sa coalition conserve sa majorité, la CDU, conduite par le ministre régional de l'Économie, Reiner Haseloff, conservant son statut de première force politique du pays. Son mandat à la tête du gouvernement prend fin le 19 avril suivant, lors de l'ouverture de la nouvelle législature.

### Vie privée
Par ailleurs, il est membre de l'Église protestante en Allemagne, veuf, remarié et père d'un enfant.